# Port Glasgow
Port Glasgow (gael. Port Ghlaschu) – drugie pod względem wielkości miasto w Inverclyde w Szkocji. Pierwotnie było małą wioską znaną jako Newark.

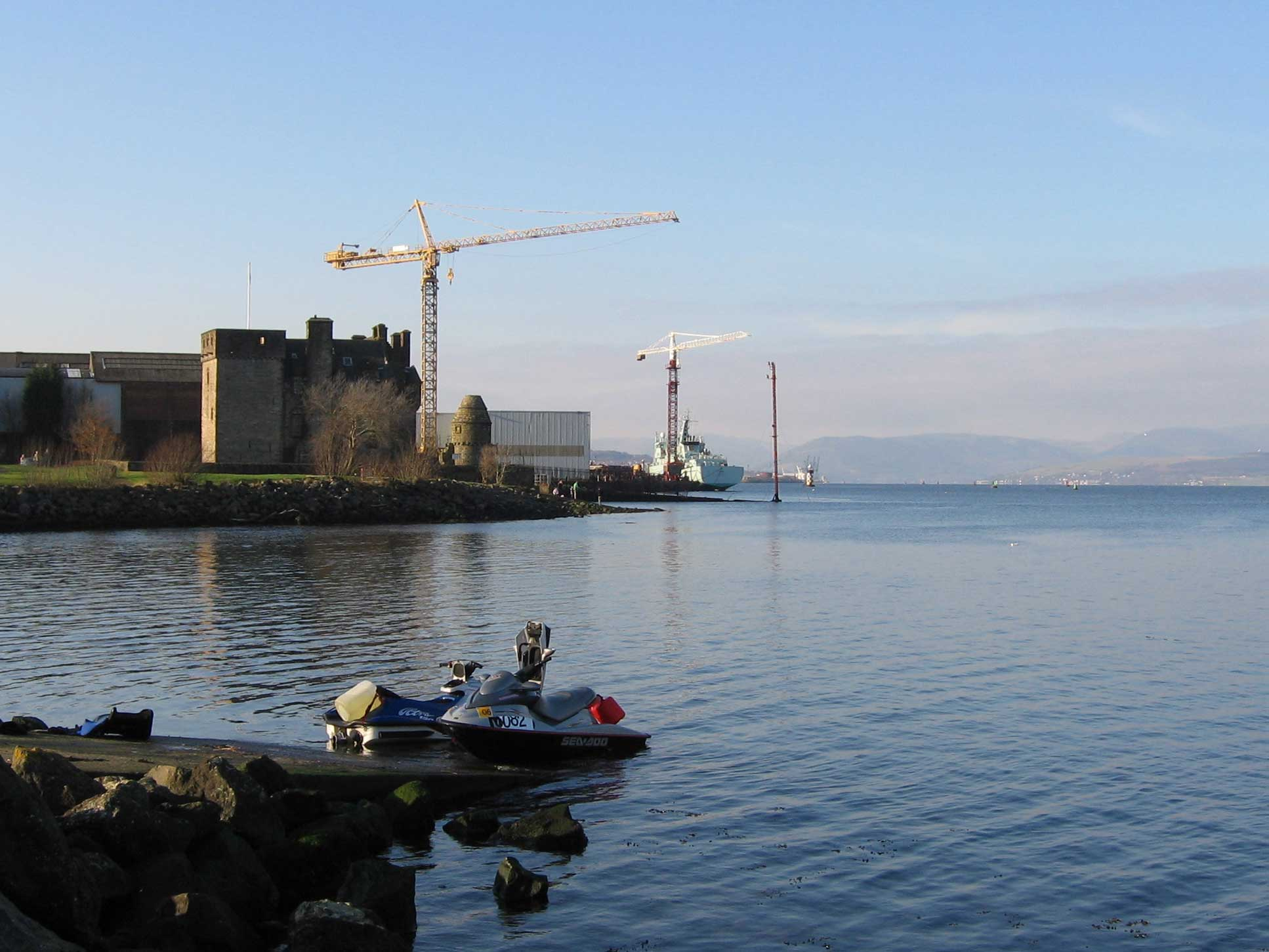
Zamek Newark stoi blisko do ostatniej stoczni w niższej części Clyde

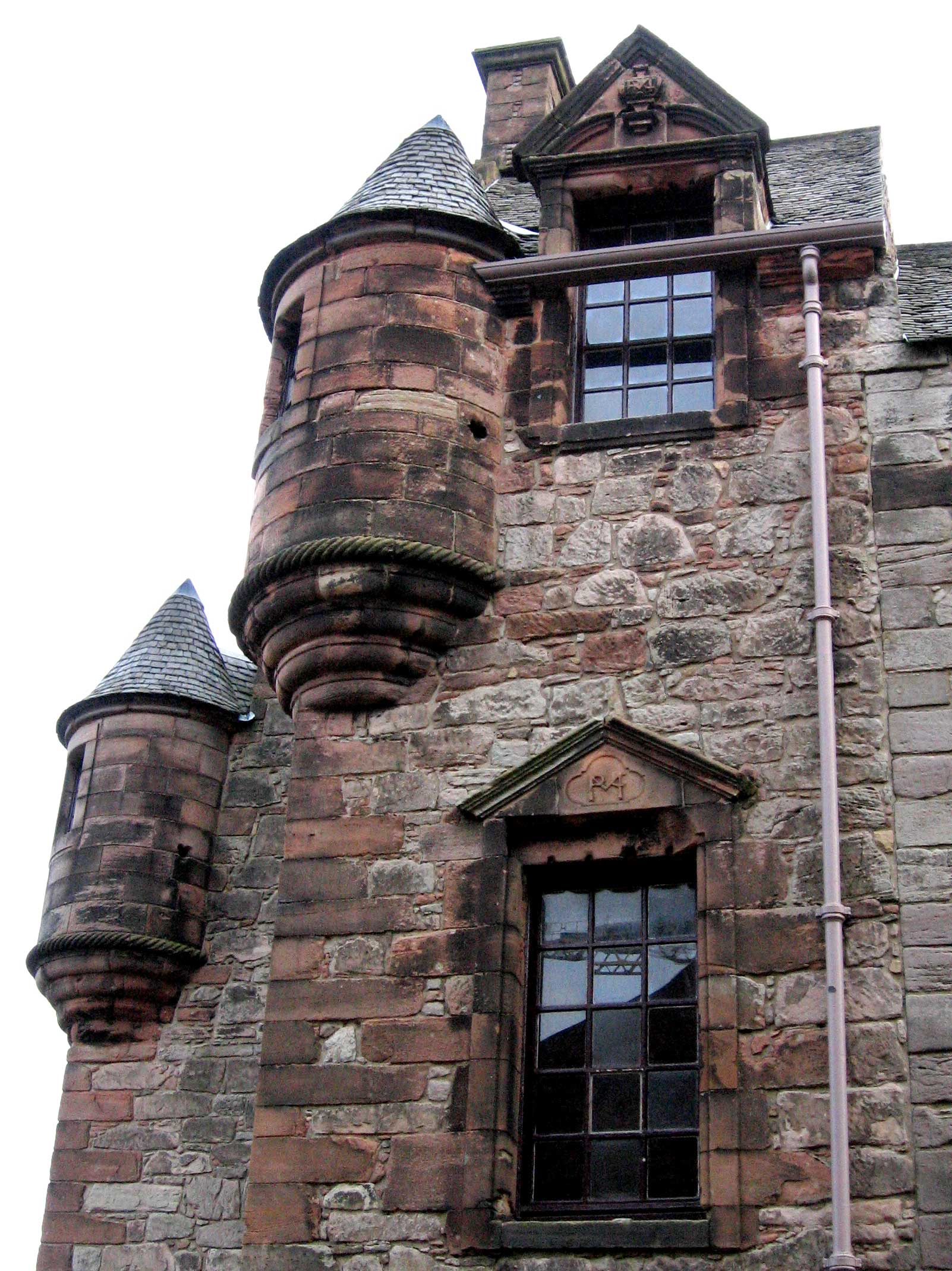
Zachodnie skrzydło